# Harm (1969)
M/S Harm är vraket efter ett lastfartyg som efter en kollision den 15 augusti 1969 sjönk till botten och befinner sig på 18 meters djup vid Lillsved i Stockholms skärgård. 
Harm kolliderade med fartyget Stavklint och vid olyckstillfället fungerade inte hennes lanternor tillräckligt. Stavklint å andra sidan gick alltför långt åt babord i farleden. Kollisionen blev mycket kraftig varmed ett stort gapande hål slets upp i Harms sida, hon vattenfylldes snabbt och sjönk inom tre minuter.
Harm kan nås från stranden och är trots den trafikerade farleden ett välbesökt vrak för dykning. På grund av läget bör man dock undvika uppstigning i fritt vatten. Man bör inte heller ta sig ner i maskinrummet där dykare har blivit instängda och omkommit. Kollisionshålet syns midskepps på babords sida och en luftficka som är lätt att nå finns på styrbords sida. Man kan inte andas där men det går att tala lite med varandra.